# Iglesia de la Candelaria (Zafra)

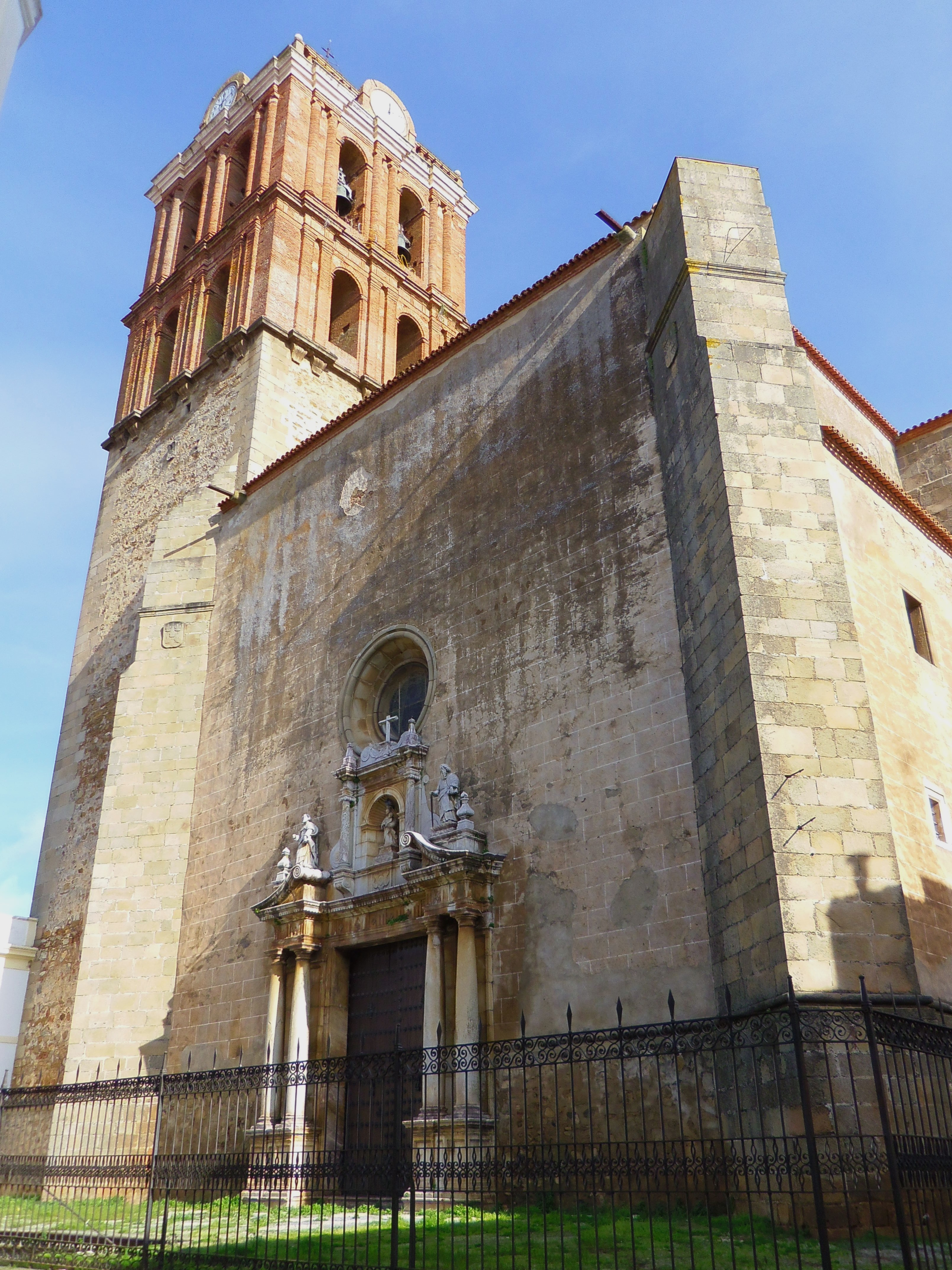
Portada principal de la Iglesia de la Candelaria.

Hasta mediados del siglo XVI, la primitiva iglesia de Santa María de la Candelaria de Zafra ocupaba junto a su cementerio anexo lo que en la actualidad es la Plaza Grande de Zafra, no habiendo ningún dato acerca de la época de su construcción ni sobre si sufrió o no modificaciones de importancia, pero lo que si sabemos es que era una iglesia pequeña de forma que en los días de fiesta los feligreses no cabían en ella; además su estado de conservación tampoco era el idóneo. Todo ello llevó al II Conde de Feria, Gomes II Suárez de Figueroa a solicitar bula al Papa Alejandro VI para convertir en sede parroquial la antigua sinagoga de Zafra, ya reconvertida en iglesia, bula que obtiene en 1500. No obstante, se sabe que se siguió usando también la antigua iglesia medieval al menos hasta 1546, ya en un estado de ruina evidente y progresivo.

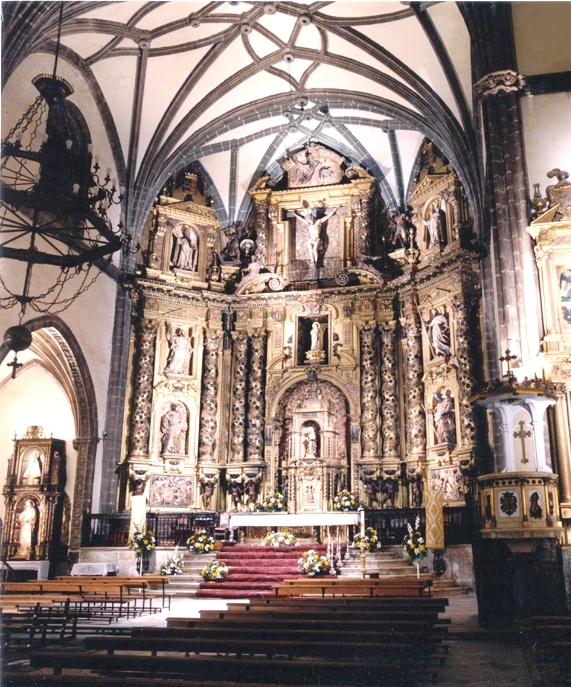
Iglesia de la Candelaria de Zafra, Retablo Mayor

Aunque no conocemos la fecha exacta del comienzo de las obras de la actual Candelaría, no sería arriesgado decir que fue en 1527 en tiempo del III Conde de Feria, Lorenzo III Suárez de Figueroa quien acordó con el Concejo de la villa la erección en terrenos cedidos (o permutados), al menos en parte, por don García de Toledo hermano del III Conde. La primera fase de la construcción termina sobre 1545 y su artífice principal fue el maestro Juan García de las Lieves, si bien no parece que fuera el autor de las trazas surgidas del novedoso y renovador goticismo de la época de los Reyes Católicos. En dicho año de 1545 la iglesia ya estaba en condiciones de acoger el culto teniendo edificado la cabecera, el transepto y la antigua sacristía.
La mayoría de la fábrica es de mampostería disimulada por un esgrafiado de sillería, quedando ésta reducida a las partes nobles (contrafuertes y arcos nervios de las bóvedas) siendo los detalles ornamentales muy escuetos. La capilla mayor es ochavada y profunda. La cabecera se completa con dos capillas colaterales de planta rectangular comunicadas con la capilla principal. El transepto es poco profundo y el crucero carece de cimborrio. 

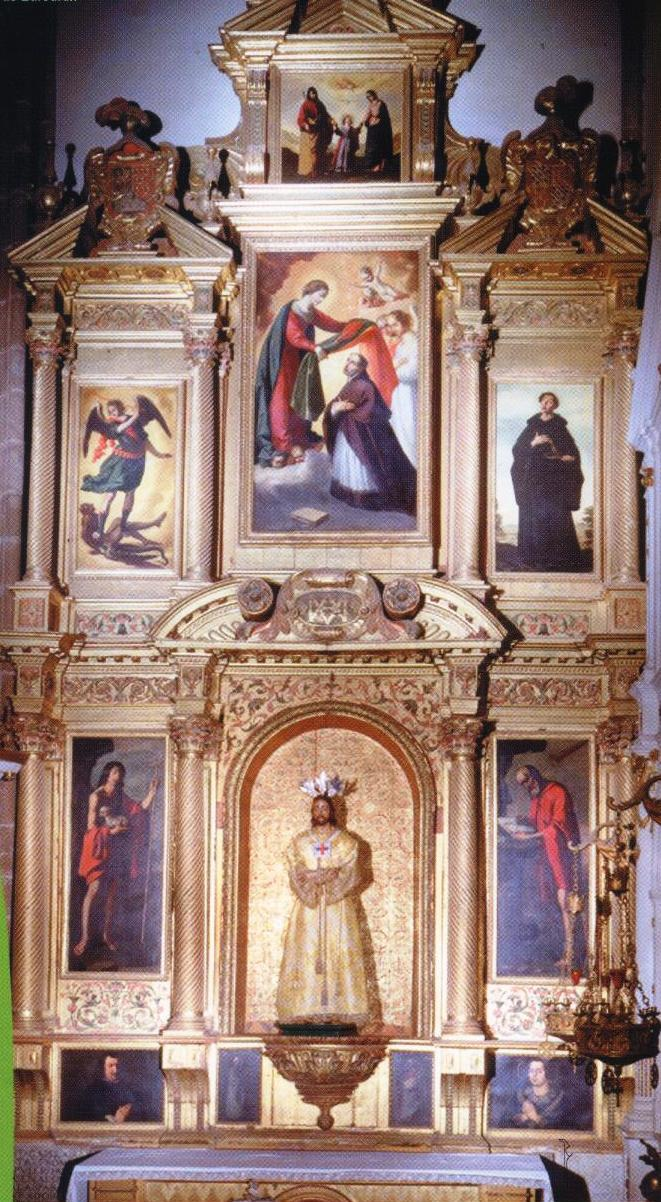
Iglesia de la Candelaria de Zafra, retablo de Zurbarán

El espacio eclesial está cubierto por bóvedas de crucería estrellada estando la mayor riqueza estructural en el crucero. La decoración arquitectónica es muy parca reduciéndose a los blasones, gárgolas y querubines de los capiteles de transepto. A la primitiva sacristía aún se puede acceder por una pequeña puerta practicada en los muros de la capilla lateral del evangelio y está dividida en dos plantas.
Una segunda fase constructiva empezó en 1560, en tiempos del V Conde de Feria, Gomes III Suárez de Figueroa y Córdoba y se prolongó hasta 1590, ya en época ducal, y ella se levantó la nave de la iglesia y la torre quedando pendiente a su finalización el remate de la misma, siendo maestro de la obra al menos desde 1570 el maestro Andrés de Maeda, yerno de Juan García. La ornamentación es aún más austera que en la fase inicial a causa de las dificultades económicas que se arrastraron a lo largo de todo la construcción del templo. La nave se ilumina con cuatro ventanales similares a los del crucero y cabecera y un óculo en la zona del coro alto, coro que o nunca llegó a construirse o fue derribado cuando la iglesia se convirtió en Colegiata. La puerta principal de la iglesia está orientada al oeste y hay otras dos puertas laterales al norte y al sur de la nave; el aspecto actual de la puerta principal data de 1700, ya en época del los Marqueses-Duques. La torre de la iglesia muestra dos partes diferentes. 

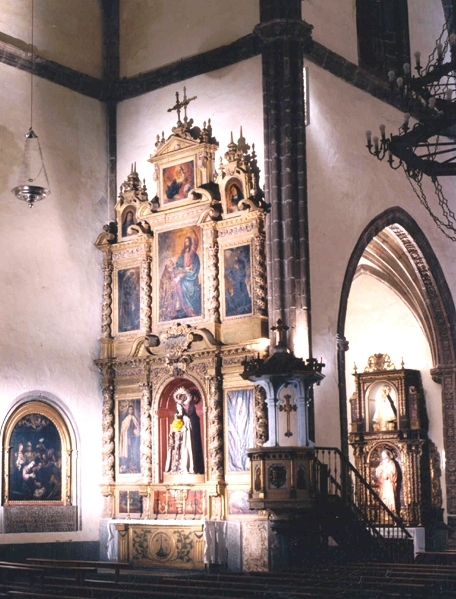
Iglesia de la Candelaria, retablo de la Virgen del Carmen

La parte baja, que llega al nivel de la cubierta de la iglesia sobresaliendo ligeramente de ella, es de mampostería con sillares en los ángulos. El campanario de dos cuerpos está hecho en ladrillo y muestra cuatro fachadas idénticas. La torre tardó bastante en construirse no concluyéndose hasta finales del siglo XIX.
El II Duque de Feria, Lorenzo IV Suárez de Figueroa y Córdoba procuró del Papa Paulo V que la iglesia fuera elevada al rango de Colegiata, pero a su muerte no se había hecho realidad este deseo. Habría que espera a 1609, en tiempos del III Duque de Feria Gomes IV Suárez de Figueroa y Córdoba para que el citado Papa sellara la bula de erección de la Colegial Insigne de Zafra que se consuma en 1612, año de la muerte de Juana Dormer, I Duquesa de Feria, siendo el primer abad mitrado, de los catorce que se sucedieron durante más de dos siglos, D. Francisco de Andrada y el último D. José Martínez. La institución desapareció en 1836.

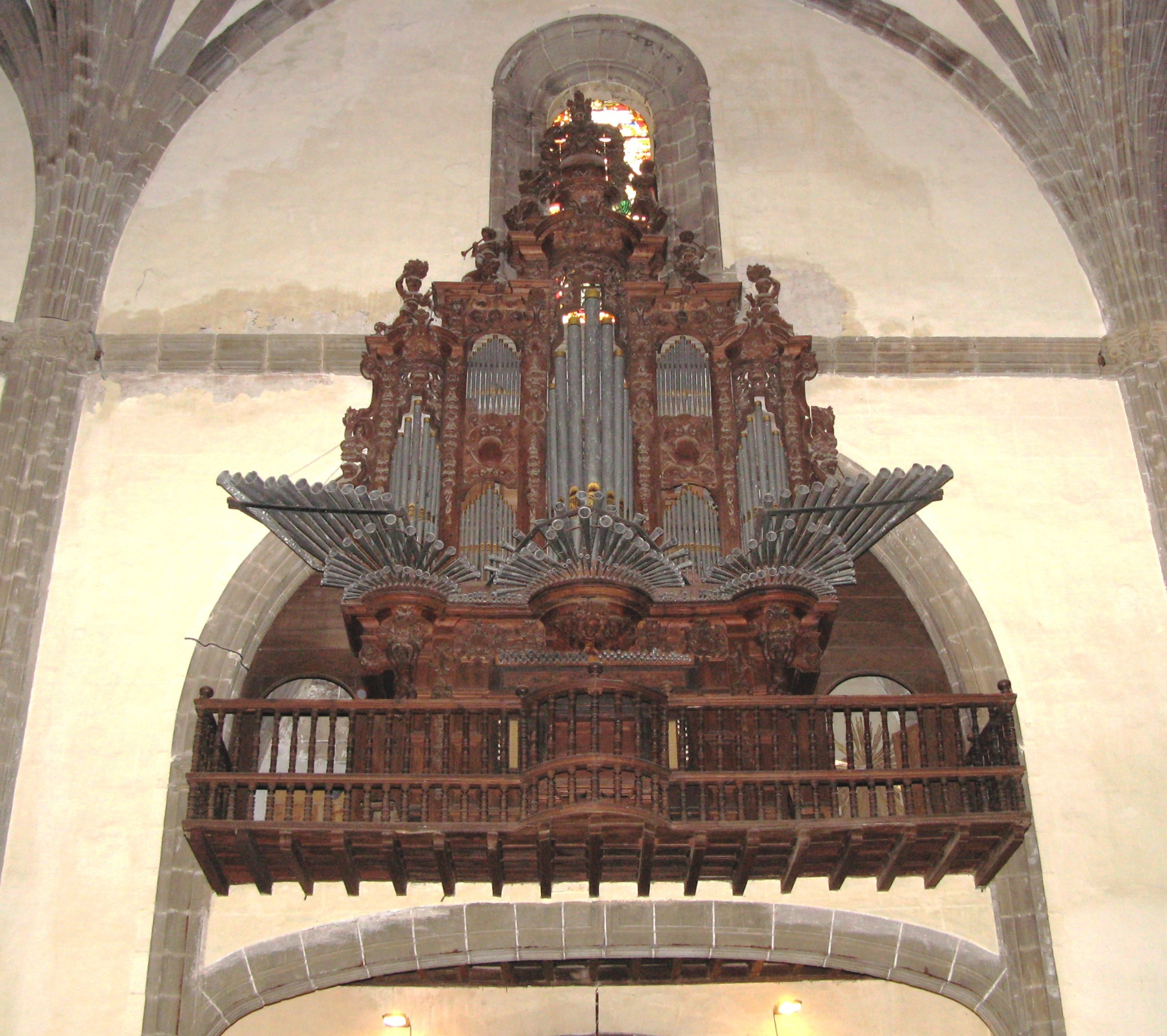
Órgano de la Candelaria

Con su transformación en Colegiata, la iglesia sufre una serie de cambios en su interior: construcción de un coro bajo, de una nueva sacristía y de una sala capitular y colocación de nuevos altares, pero la obra más espectacular fue la fábrica del retablo mayor entre los años 1656 y 1683, obra de Blas de Escobar. Cuenta con un conjunto escultórico importante, obra de José de Arce y Alonso Martínez. También se ha atribuido la autoría de algunas piezas a Luisa Roldán. Además se enriquece en obras de arte, entre ellas los cuadros de Zurbarán, y ornato litúrgico.
En la actualidad, el templo es una iglesia parroquial cuya puerta principal da a la calle Tetuán, accediéndose a la misma para misas y visitas por la puerta que da a la calle Conde de la Corte. En el interior del templo destacan el fabuloso retablo mayor, el retablo de Zurbarán, el retablo de la Virgen del Carmen, la capilla de la Virgen de la Valvanera y el órgano.